# ميرزا عباس نوري

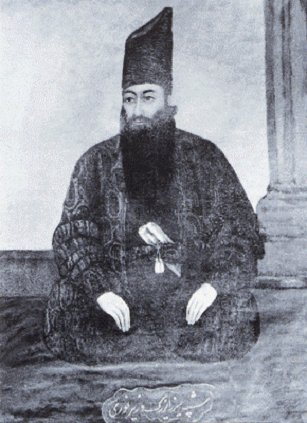
تصوير لميرزا عباس النوري

ميرزا عباس نوري (بالفارسية: ميرزا عباس نوری)، المعروف باسم ميرزا بزرك (توفي سنة 1839)، هو والد بهاءالله، مؤسس الدين البهائي. كان ميرزا بزرك من نبلاء مقاطعة نور الفارسية، وعمل لفترة في خدمة فتح علي شاه.
ميرزا بزرك هو ابن ميرزا رضا قولي بك، ابن ميرزا عباس، ابن الحاج محمد رضا بك، ابن آقا محمد علي، ابن آقا فخر، ابن شهريار حسن. تزوّج أربع نساء، وكانت له ثلاث محظيات، وأنجب ما لا يقل عن خمسة عشر طفلًا.

## خدمة الدولة
كان ميرزا بزرك وزيرًا للإمام وردي ميرزا، الابن الثاني عشر للملك القاجاري الفارسي فتح علي شاه، والذي كان الإلخاني (زعيم العشائر) لقبيلة القاجاريين. وقد عُيِّن لاحقًا حاكمًا على بروجرود ولرستان.

## العائلة
رتب والد ميرزا بزرك، رضا قلي بك، زواجه الأول من إحدى قريبات العائلة وتدعى خان نانيه، وذلك قبل أن يغادر ميرزا بزرك منطقة نور في مازندران ليصنع ثروته في طهران. وقد أنجبت له هذه الزوجة الأولى ولدين هما ميرزا آقا الأكبر وميرزا محمد حسن.
كانت الزوجة الثانية لميرزا بزرك هي كاهادينج خانم، التي كانت متزوجة سابقًا وأصبحت أرملة. كان لها من زواجها الأول ابن وبنتان، وهم ميرزا محمد علي، وسكينة خانم، وصغرى خانم. اتخذ ميرزا بزرك خديجة خانم زوجة له، وزوّج ابنتها سكينة خانم من شقيقه الأصغر ميرزا محمد.
كان أول مولود لهذا الزواج ابنة تُدعى سارية خانم (يُشار إليها عمومًا بلقب "أوخت"، وهي كلمة عربية تعني "أخت"، في كتابات بهاءالله). تلاها الابن ميرزا مهدي، الذي توفي في حياة أبيه، ثم وُلد ميرزا حسين علي (بهاءالله)، وكان هو المولود الثالث. أما الرابع فكان ابنًا آخر، ميرزا موسى، الذي أُطلق عليه في سنوات لاحقة لقب آقاي كليم. وكانت الخامسة ابنة أخرى، نيسا خانم، التي تزوجت لاحقًا من ميرزا ماجد آهي، سكرتير المفوضية الروسية.
كانت الزوجة الثالثة لميرزا بزرك هي كولتوم خانم النورية، وقد أنجب منها خمسة أطفال. كانت أولهم ابنة تُدعى سهاه سلطان خانم (وتُعرف أيضًا بعزية خانم)، والتي أصبحت من المؤيدين الأقوياء لميرزا يحيى. ثم وُلد له ثلاثة أبناء: ميرزا تقي، الشاعر المعروف بلقب باريشان، الذي أصبح من أشد معارضي بهاءالله؛ وميرزا رضا قلي، الذي نال لقب "حاجي" بعد أدائه الحج إلى مكة، وقد بقي بعيدًا عن بهاءالله إلى حد أنه حاول إخفاء حقيقة قرابته به، رغم أن زوجته مريم كانت مخلصة لبهاءالله بشدة؛ ثم الابن الثالث، ميرزا إبراهيم، الذي توفي أيضًا في حياة والده. أما الطفل الخامس من هذا الزواج فكانت ابنة أخرى تُدعى فاطمة سلطان خانم، والتي اختارت بدورها اتباع ميرزا يحيى.
كانت الزوجات الثلاث التاليات لميرزا بزرك من المحظيات. كانت الأولى كوشيك خانم من كرمانشاه، وهي والدة ميرزا يحيى. أما الثانية فكانت سيدة جورجية تُدعى نباط خانم، وقد أنجب منها ميرزا بزرك ابنة أخرى تُدعى حسنية خانم، ولا يُعرف عنها الكثير. أما المحظية الأخيرة فكانت تركمانية الأصل، وهي والدة ميرزا محمد قلي، الذي كان شديد الإخلاص لبهاءالله.
وأخيرًا، تزوّج ميرزا بزرك من ابنة فتح علي شاه. كانت هذه السيدة تُلقب بضياء السلطانية، وكانت من طلاب الخط لدى ميرزا بزرك. ولم يجلب له هذا الزواج إلا سوء الحظ، وانتهى به الأمر إلى أن يكون سبب هلاكه.

## الطرد من الخدمة
ازدهر ميرزا بزرك في خدمة الدولة حتى وفاة فتح علي شاه، ثم صعود محمد شاه (الذي حكم من عام 1834 إلى عام 1848). وفي عهد وزيره الأعظم، حاجي ميرزا آقاسي، فقد ميرزا منصبه وكثيرًا من ثروته الكبيرة.
كان الحاج ميرزا آقاسي، رئيس الوزراء، معاديًا لميرزا بزرك. ومن الأسباب التي أدت إلى عداوته، صداقة ميرزا بزرك الخاصة مع القائم مقام ميرزا أبو القاسم الفراهاني. في يونيو 1835، تم إعدام القائم مقام على يد محمد شاه. كتب ميرزا بزرك رسائل تدين الحاج ميرزا آقاسي، والتي واجهها رئيس الوزراء في النهاية، ورد عليها باستخدام القوة. قام بعزل ميرزا بزرك من ولاية بروجرد ولورستان، وهو المنصب الذي منحه له صديقه القائم مقام. توجد وثيقة بخط يد محمد شاه نفسه، تشيد بالخدمات التي قدمها ميرزا بزرك في هذا المنصب.
بعد ذلك، أوقف الحاج ميرزا آقاسي مخصصات ميرزا بزرك السنوية، وبدأ يعكر صفو العلاقة بين ميرزا بزرك وزوجته الأخيرة ضياء السلطانة، ابنة فتح علي شاه. ومن خلال ابن أخيها، فيريدون ميرزا، حث ضياء السلطانة على طلب الطلاق من زوجها والحصول عليه.
كان لدى ميرزا بزرك أسرة كبيرة ليعولها، وأصبح غير قادر على تحمل تكاليف الحفاظ على ممتلكاته. فاضطر إلى بيع جزء من ممتلكاته ورهن آخر، بما في ذلك مجمع المنازل في طهران الذي كان يقطنه مع عائلته. كانت تسوية الزواج ضخمة لدرجة أن ميرزا بزرك لم يتمكن من سدادها فورًا، فقرر ضياء السلطان أن يسجنه في منزله. وفي النهاية، اضطر ميرزا بزرك إلى بيع مجمع منازله في طهران مرة أخرى، والتخلي عن السجاد الثمين والأثاث الآخر الذي كان يحتويه.

## السنوات اللاحقة
وبعدَ هُدوء العاصفة، سعى ميرزا بزرك جاهداً لاسترداد المنازل التي أُجبِرَ على بيعها "بثمنٍ بخس". وقد وُجِدَت وثيقةٌ بخطِّ يد حضرة بهاءالله، كُتِبَت لغرض استصدار شهادةٍ من المطلعين تؤكّد أنَّ البيع تمّ تحت ضغوطٍ غير مشروعة. لكنّ هذه الوثيقة لم تُثمِرْ عن نتيجةٍ، ولم يحصل المُتضرّر على أيّ تعويض.
ثم قرر ميرزا بزرك العزلة والانتقال إلى العراق، لكن المنية عاجلته في عام 1839. نُقل جثمانه إلى العراق ودُفن في النجف حيث مرقد الإمام علي. وقد خلّف وراءه سبعة أبناء وخمس بنات. وتوجد مخطوطات بخط يده البديع الذي يثير الإعجاب، منتشرة في مجموعات عدة داخل إيران وخارجها. ومن بين هذه المخطوطات النفيسة نسخة محفوظة في الأرشيف الدولي التابع للمركز البهائي العالمي.

## الملاحظات
1. ↑   https://kids.britannica.com/scholars/article/%CA%BFAbb%C4%81s-M%C4%ABrz%C4%81/3235. {{استشهاد ويب}}: |url= بحاجة لعنوان (مساعدة) والوسيط |title= غير موجود أو فارغ (من ويكي بيانات) (مساعدة)
2. ↑  Balyuzi, pp. 12–13
3. ↑  see p.443 of Balyuzi
4. ↑  According to I'timadu's-Saltanih's Muntazim-i-Nasiri (Tihran 1300, p. 161), her name was S͟háh Bigum.
5. ↑  It appears that for a time Mírzá Buzurg was also vazir of this province - the official responsible for the collection of taxes. Mírzá Buzurg seems to have been particularly successful in organizing and levying taxes among the unruly and remote Luri tribesmen - a feat that eluded most of his predecessors and successors in this post. See also Notes on a March from Zohab to Khuzistan, by Sir Henry Rawlinson.
6. ↑  Two other documents are also extant, issued by two of the noted divines of the capital, one the brother of the Imam-Jum'ih (Friday prayer leader), pronouncing the illegality of the sale by auction of the houses of Mírzá Buzurg-i-Núrí.

## الروابط الخارجية
- تدمير منزل ميرزا بزرك
- أمثلة على خط ميرزا بزورغ